# Arc (Mittelmeer)
Der Arc [aʁk] ist ein Fluss im Süden Frankreichs, der in der Region Provence-Alpes-Côte d’Azur verläuft. Er entspringt im Regionalen Naturpark Sainte-Baume, im Gemeindegebiet von Saint-Maximin-la-Sainte-Baume, entwässert generell in westlicher Richtung, durchquert die Großstadt Aix-en-Provence und mündet schließlich nach rund 83 Kilometern im Gemeindegebiet von Berre-l’Étang in den Salzwassersee Étang de Berre, eine Meeresbucht des Mittelmeeres, die sich westlich von Marseille befindet. Auf seinem Weg durchquert der Arc die Départements Var und Bouches-du-Rhône.
Achtung: Nicht zu verwechseln mit dem 128 km langen Arc, einem Nebenfluss der Isère.

## Orte am Fluss

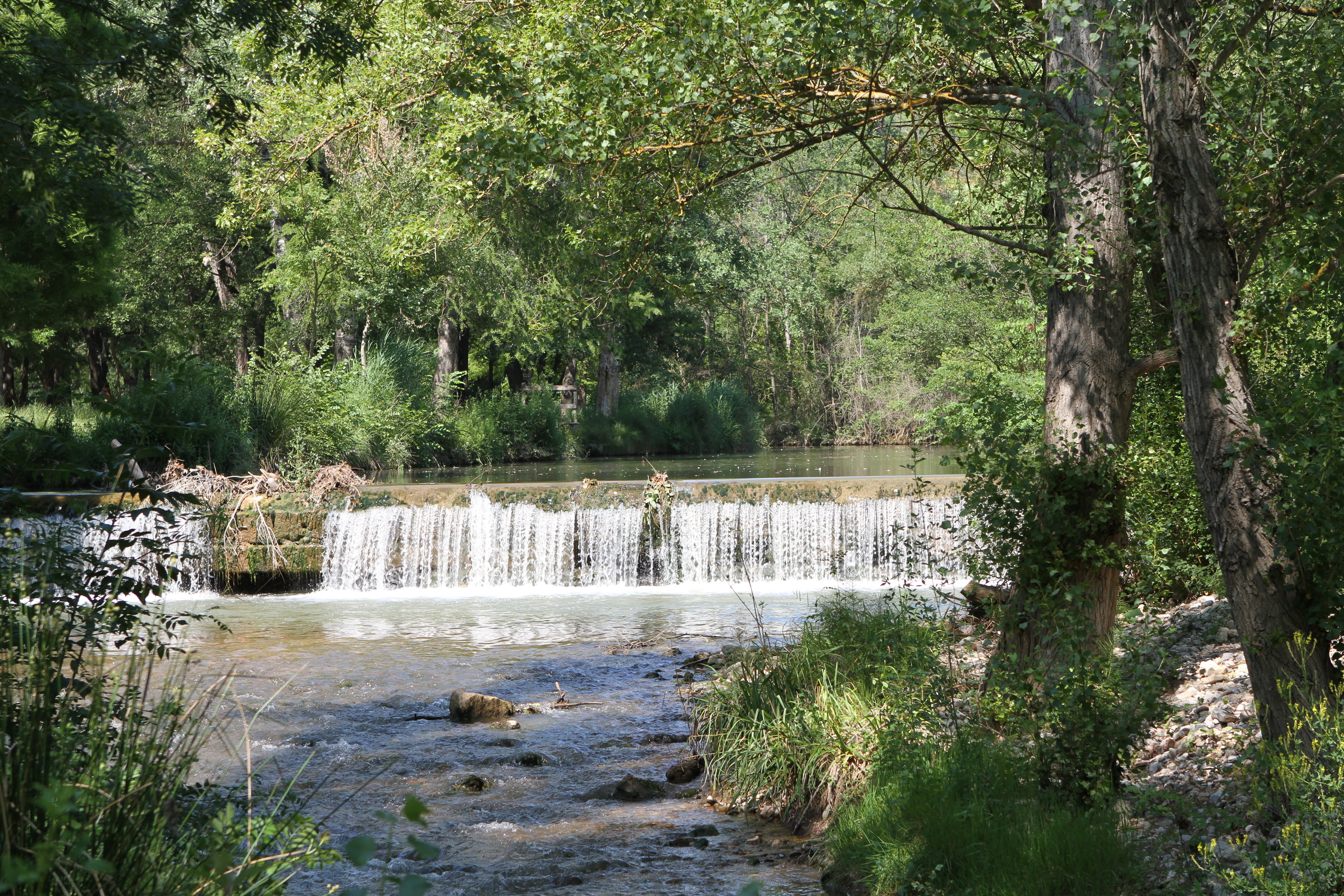
Wehr am Arc in Aix-en-Provence

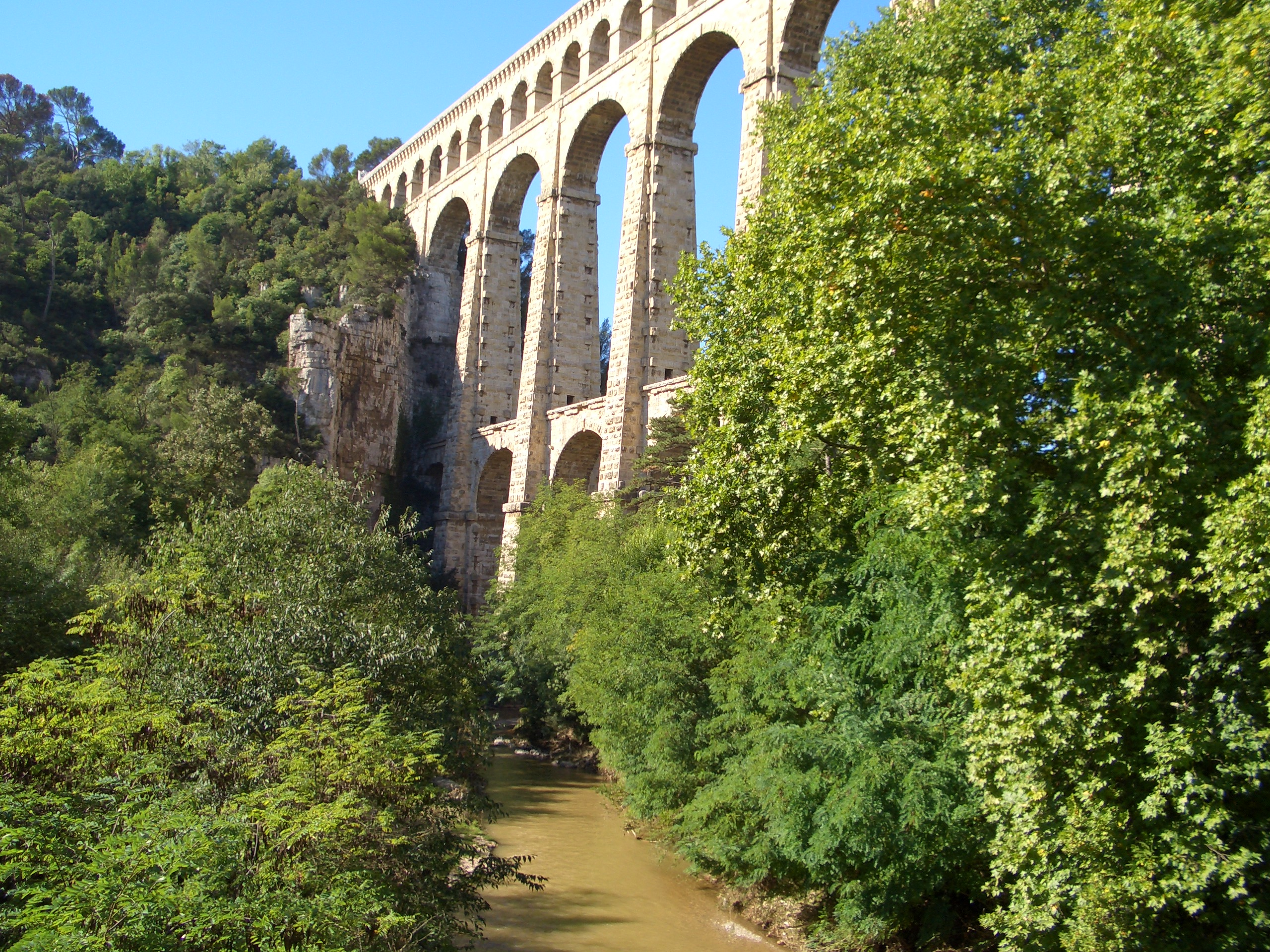
Der Fluss unter dem Aquädukt von Roquefavour

- Pourcieux
- Aix-en-Provence
- Ventabren
- Velaux
- Coudoux
- La Fare-les-Oliviers
- Berre-l’Étang

## Hydrologie
Durch die fortschreitende Verstädterung und die damit verbundene Bodenversiegelung im Einzugsgebiet steigt auch das Überschwemmungsrisiko, vor allem für Aix-en-Provence.

## Sehenswürdigkeiten
- Pont des Trois Sautets, Brücke über den Fluss im Stadtgebiet von Aix-en-Provence
- Pont de Saint-Pons[5], Brücke von Saint-Pons über den Fluss im Gemeindegebiet von Aix-en-Provence – Monument historique
- Aquädukt von Roquefavour[6], Aquädukt des Canal de Marseille aus dem 19. Jahrhundert in der Gemeinde Ventabren – Monument historique
- Regionaler Naturpark Sainte-Baume